# Moosonee
Moosonee es una ciudad en el norte de Ontario, Canadá, en el río Moose, aproximadamente 19 kilómetros al sur de la bahía de James. Se considera que es "la puerta de entrada al Ártico" y tiene el único puerto de agua salada de Ontario. Cerca, en Moose Factory Island, está la comunidad de Moose Factory, al que está conectado con un taxi acuático en el camino de verano y el hielo en el invierno.
Moosonee es la cabeza del carril de la Ontario Northland Ferroviaria cuando se trasladan mercancías para barcazas y aviones para el transporte a las comunidades más septentrionales. Moosonee no está particularmente muy al norte, está situado a 51 ° N, que es más o menos la misma latitud que Saskatoon, Calgary, Londres, Reino Unido y Berlín, pero es más frío debido a su proximidad a la bahía de Hudson, y aislado debido a su falta de acceso por carretera al resto de Ontario. La comunidad fue el sitio de un puesto de comercio de pieles creado en 1903 por Revillon Frères, competidores de la empresa de Hudson Bay, que más tarde compró Révillon.
Moosonee antes tenía el estatus de un Área de Desarrollo, la única comunidad en la provincia con esa designación, y se rige por un consejo tema elegido localmente al nombramiento oficial por el gobierno de la provincia de Ontario. Llegó a ser incorporada como ciudad el 1 de enero de 2001, con un alcalde electo y un consejo de cuatro personas. El último Consejo Municipal fue elegido el 27 de octubre de 2014. Para 2014-2018 el Ayuntamiento está formado por el alcalde Wayne Taipale y Consejeros John Auger, Gordon Butcher, Carman Tozer y Lucille Uiselt.

## Clima
Moosonee tiene un clima subártico continental húmedo (Köppen Dfb / Dfc), en general, con inviernos largos y fríos y veranos cálidos cortos, con James Bay actúa como reservorio térmico para la primavera y control de temperaturas bajas en invierno. El congelamiento del río Moose normalmente ocurre entre finales de noviembre y mediados de diciembre, con temperaturas mínimas diarias medias en enero aproximadamente -27 °C . Primavera, o deshielo de la primavera, por lo general se produce en abril. La precipitación media anual es de aproximadamente 682 milímetros, y la media anual de nieve es de aproximadamente 213 centímetros . Tormentas eléctricas severas pueden ocurrir de vez en cuando.
| Parámetros climáticos promedio de Moosonee (1981–2010) | Parámetros climáticos promedio de Moosonee (1981–2010) | Parámetros climáticos promedio de Moosonee (1981–2010) | Parámetros climáticos promedio de Moosonee (1981–2010) | Parámetros climáticos promedio de Moosonee (1981–2010) | Parámetros climáticos promedio de Moosonee (1981–2010) | Parámetros climáticos promedio de Moosonee (1981–2010) | Parámetros climáticos promedio de Moosonee (1981–2010) | Parámetros climáticos promedio de Moosonee (1981–2010) | Parámetros climáticos promedio de Moosonee (1981–2010) | Parámetros climáticos promedio de Moosonee (1981–2010) | Parámetros climáticos promedio de Moosonee (1981–2010) | Parámetros climáticos promedio de Moosonee (1981–2010) | Parámetros climáticos promedio de Moosonee (1981–2010) |
| Mes                                                    | Ene.                                                   | Feb.                                                   | Mar.                                                   | Abr.                                                   | May.                                                   | Jun.                                                   | Jul.                                                   | Ago.                                                   | Sep.                                                   | Oct.                                                   | Nov.                                                   | Dic.                                                   | Anual                                                  |
| ------------------------------------------------------ | ------------------------------------------------------ | ------------------------------------------------------ | ------------------------------------------------------ | ------------------------------------------------------ | ------------------------------------------------------ | ------------------------------------------------------ | ------------------------------------------------------ | ------------------------------------------------------ | ------------------------------------------------------ | ------------------------------------------------------ | ------------------------------------------------------ | ------------------------------------------------------ | ------------------------------------------------------ |
| Temp. máx. abs. (°C)                                   | 7.2                                                    | 10.6                                                   | 25.0                                                   | 29.0                                                   | 35.0                                                   | 37.5                                                   | 37.8                                                   | 35.6                                                   | 32.8                                                   | 29.0                                                   | 20.5                                                   | 13.2                                                   | 37.8                                                   |
| Temp. máx. media (°C)                                  | -13.6                                                  | -10.5                                                  | -3.9                                                   | 4.3                                                    | 13.3                                                   | 19.1                                                   | 22.6                                                   | 21.1                                                   | 15.7                                                   | 7.9                                                    | -0.5                                                   | -9.3                                                   | 5.5                                                    |
| Temp. media (°C)                                       | -20.0                                                  | -17.5                                                  | -11.1                                                  | -1.8                                                   | 6.8                                                    | 12.2                                                   | 15.8                                                   | 14.9                                                   | 10.5                                                   | 3.8                                                    | -4.3                                                   | -14.5                                                  | -0.5                                                   |
| Temp. mín. media (°C)                                  | -26.3                                                  | -24.6                                                  | -18.3                                                  | -7.9                                                   | 0.2                                                    | 5.3                                                    | 8.9                                                    | 8.6                                                    | 5.2                                                    | -0.5                                                   | -8.2                                                   | -19.7                                                  | -6.4                                                   |
| Temp. mín. abs. (°C)                                   | -48.9                                                  | -47.8                                                  | -44.4                                                  | -33.9                                                  | -17.8                                                  | -7.0                                                   | -2.2                                                   | -3.1                                                   | -6.1                                                   | -16.7                                                  | -34.4                                                  | -44.4                                                  | -48.9                                                  |
| Precipitación total (mm)                               | 33.0                                                   | 28.6                                                   | 35.3                                                   | 38.1                                                   | 54.6                                                   | 71.7                                                   | 96.8                                                   | 77.8                                                   | 95.3                                                   | 74.7                                                   | 56.3                                                   | 41.5                                                   | 703.6                                                  |
| Lluvias (mm)                                           | 0.1                                                    | 1.8                                                    | 6.5                                                    | 21.0                                                   | 47.7                                                   | 71.5                                                   | 96.8                                                   | 77.8                                                   | 94.6                                                   | 62.1                                                   | 19.1                                                   | 3.5                                                    | 502.6                                                  |
| Nevadas (cm)                                           | 39.9                                                   | 31.7                                                   | 31.0                                                   | 17.9                                                   | 6.6                                                    | 0.2                                                    | 0.0                                                    | 0.0                                                    | 0.6                                                    | 13.2                                                   | 40.6                                                   | 45.2                                                   | 226.8                                                  |
| Días de precipitaciones (≥ 0.2 mm)                     | 14.8                                                   | 11.3                                                   | 10.9                                                   | 10.2                                                   | 12.5                                                   | 13.9                                                   | 16.4                                                   | 15.2                                                   | 18.5                                                   | 16.5                                                   | 15.7                                                   | 15.9                                                   | 171.7                                                  |
| Días de lluvias (≥ 0.2 mm)                             | 0.23                                                   | 0.95                                                   | 2.2                                                    | 5.1                                                    | 10.8                                                   | 13.8                                                   | 16.4                                                   | 15.2                                                   | 18.5                                                   | 13.4                                                   | 4.8                                                    | 1.1                                                    | 102.3                                                  |
| Días de nevadas (≥ 0.2 cm)                             | 15.0                                                   | 11.0                                                   | 10.1                                                   | 6.7                                                    | 3.1                                                    | 0.17                                                   | 0.0                                                    | 0.0                                                    | 0.09                                                   | 5.0                                                    | 13.1                                                   | 15.6                                                   | 79.7                                                   |
| Horas de sol                                           | 93.6                                                   | 128.7                                                  | 161.6                                                  | 192.0                                                  | 221.2                                                  | 213.5                                                  | 249.2                                                  | 219.7                                                  | 134.8                                                  | 88.5                                                   | 52.9                                                   | 55.2                                                   | 1810.7                                                 |
| Fuente: Environment Canada                             |                                                        |                                                        |                                                        |                                                        |                                                        |                                                        |                                                        |                                                        |                                                        |                                                        |                                                        |                                                        |                                                        |